# Angela Neumann
Angela Neumann (* 28. Februar 1960 in Berlin) ist eine deutsche Schauspielerin.

## Leben
Neumann machte von 1983 bis 1987 eine Schauspielausbildung an der Schauspielschule Fritz Kirchhoff in Berlin. Ihre wohl bekannteste Rolle spielte Neumann bei Gute Zeiten, schlechte Zeiten, wo sie von 1992 bis 1997 Vera Richter verkörperte. Danach hatte sie in diversen Serien Gastauftritte. Zumeist verkörpert sie die Rolle einer Mutter und hatte damit nach eigener Aussage kein Problem, da die Filmkinder alle so lieb und aufgeschlossen gewesen seien. Abwechslung boten da Rollen, wie die in dem ZDF-Krimi Mordkommission. Auch in ihrer Rolle im RTL-Piloten Zwei Engel auf Streife sah Neumann einen großen Verwandlungsradius. Theaterauftritte hatte Angela Neumann im Alten Schauspielhaus Stuttgart, im Schauspielhaus Darmstadt und Kammertheater Karlsruhe. 	
Neumann hat zwei Töchter und einen Sohn und ist mit dem Synchronregisseur und Autor Andreas Pollak verheiratet. Neben Deutsch spricht sie fließend Spanisch und Englisch.

## Filmografie (Auswahl)
- 1988: Hals über Kopf (Kinderserie, Pilotfilm und Episode 14 Cacaracca)
- 1992–1997: Gute Zeiten, schlechte Zeiten
- 1997: Die Schule
- 2001: Zwei Engel auf Streife
- 2002: Georg Ritter – Ohne Furcht und Tadel
- 2003: Verführung in sechs Gängen
- 2004: Typisch Mann!
- 2005: Willkommen daheim
- 2007: Ich leih’ mir eine Familie
- 2007: Was heißt hier Oma!

### Gastauftritte
- 1989: Großstadtrevier – Zielschuss Rot
- 1989: Spreepiraten – Bye, Bye, Mama
- 1991: Wie gut, daß es Maria gibt
- 1996: Im Namen des Gesetzes – Kreuzfeuer
- 1997: Parkhotel Stern – Quartett
- 1997: Alle zusammen – Jeder für sich
- 1998: Der Bulle von Tölz: Tod in Dessous
- 1998: Schloss Einstein
- 1998: Hinter Gittern – Der Frauenknast
- 1999: Der Bulle von Tölz: Ein Orden für den Mörder
- 2000: Mordkommission – Unter Strom
- 2001: Dr. Sommerfeld – Neues vom Bülowbogen – Ein Engel aus Stein
- 2002: Pengo! Steinzeit!
- 2003: In aller Freundschaft Folge 169 – „Zu nah an der Sonne“
- 2004: Küstenwache – Unter Verdacht
- 2006: Die Wache – Schatten der Vergangenheit
- 2009: Alisa – Folge deinem Herzen
- 2011: Herzflimmern
- 2012: Klinik am Alex – Neue Wege